# Russograptis callopista
Russograptis callopista is een vlinder uit de familie bladrollers (Tortricidae). De wetenschappelijke naam voor deze soort is voor het eerst geldig gepubliceerd in 1913 door Durrant.
De soort komt voor in tropisch Afrika.